# Mirzohid Farmonov
Mirzohid Farmonov (29 de febrero de 1988) es un deportista uzbeko que compitió en judo. Ganó dos medallas en los Juegos Asiáticos en los años 2010 y 2014, y una medalla en el Campeonato Asiático de Judo de 2011.

## Palmarés internacional
| Juegos Asiáticos    | Juegos Asiáticos        | Juegos Asiáticos  | Juegos Asiáticos |
| Año                 | Lugar                   | Medalla           | Categoría        |
| ------------------- | ----------------------- | ----------------- | ---------------- |
| 2010                | Cantón (China)          | Medalla de plata  | –66 kg           |
| 2014                | Incheon (Corea del Sur) | Medalla de bronce | –66 kg           |
| Campeonato Asiático |                         |                   |                  |
| Año                 | Lugar                   | Medalla           | Categoría        |
| 2011                | Abu Dabi (EAU)          | Medalla de bronce | –66 kg           |